# Municipio de Monroe (condado de Madison, Ohio)
El municipio de Monroe (en inglés: Monroe Township) es un municipio ubicado en el condado de Madison en el estado estadounidense de Ohio. En el año 2010 tenía una población de 1719 habitantes y una densidad poblacional de 28,99 personas por km².

## Geografía
El municipio de Monroe se encuentra ubicado en las coordenadas 40°1′18″N 83°24′32″O / 40.02167, -83.40889. Según la Oficina del Censo de los Estados Unidos, el municipio tiene una superficie total de 59,29 km², todos correspondientes a tierra firme.

## Demografía
Según el censo de 2010, había 1719 personas residiendo en el municipio de Monroe. La densidad de población era de 28,99 hab./km². De los 1719 habitantes, el municipio de Monroe estaba compuesto por el 98,14 % blancos, el 0,47 % eran afroamericanos, el 0,12 % eran amerindios, el 0,12 % eran asiáticos, el 0,47 % eran de otras razas y el 0,7 % eran de una mezcla de razas. Del total de la población el 1,51 % eran hispanos o latinos de cualquier raza.